# 無動力冷卻

使用捕风塔的傳統伊朗太陽能冷卻系統

無動力冷卻（英語：Passive cooling）也稱為被動式冷卻，是一種著重熱取得控制（heat gain control）以及散热的建築設計方式，在不耗能或是低耗能的情形下，提昇室內的熱舒適性。此作法包括避免熱進入室內（避免熱取得），或是將熱排到建築以外（自然冷卻）。 
自然冷卻利用建築附近自然環境，再加上建築物本身的設計（例如建築外殼）來散熱，以此來取代耗能的機械式空調系統。因此，自然冷卻會利用建築物本身的設計，也會利用建築物附近的天然資源作為熱庫（可以吸收熱或放出熱的東西）。建築附近熱庫的例子有上方的大氣層（晚上的天空）、室外的空氣（風）、以及大地（土壤）等。
氣候變化調適（climate change adaptation）是在溫暖環境下減少對需要大量能源的空調的需求。在設計考慮氣候變化調適的建築時，無動力製冷是很重要的一項工具。

## 簡介
無動力冷卻包括了所有不額外使用能源，利用自然現象、散熱及調節技術的方法。有些研究者認為可以將一些小型的簡單機械系統（例如熱泵及省煤器）整合到無動力冷卻中，因為這些可以提昇自然冷卻的效果，這種應用稱為「複合冷卻系統」。無動力冷卻主要可以分為以下二類：
- 預防技術：主要是保護或避免外部及內部的熱取得。
- 調節及散熱技術：讓建築可以儲存熱能，將熱從熱庫傳遞到大氣，因此消耗熱取得。此技術可能是熱質量（英语：thermal mass）或自然冷卻的結果。